# DIN 199
Die DIN-Norm DIN 199 des Deutschen Instituts für Normung e. V. regelt und definiert die Terminologie in der Technischen Produktdokumentation. Teil 1 dieser Norm ist ein Lexikon der Begriffe für ausgewählte feste Benennungen und Dokumentarten aus den Bereichen CAD-Modelle, Zeichnungen und Stücklisten, der Teil 3 definiert die Begriffe für den Aufbau und die Anwendung von Schlüsselnummern.

## DIN Begriffe der Technischen Dokumentation
Den weiteren Ausführungen zur DIN 199 sei der DIN Begriff der Technischen Dokumentation vorangestellt, wie er in DIN 6789 definiert wird.
Dort heißt es: „Technische Dokumentationen umfassen sowohl direkt oder mit optischen Hilfsmitteln lesbare Unterlagen (siehe DIN 199 Teil 1, Ausgabe 05.84) als auch solche Dokumente, die nicht den Kriterien für Unterlagen genügen (z. B. Magnetbänder).“
Ein Dokument ist eine als Einheit gehandhabte Zusammenfassung oder Zusammenstellung informationstragender Daten.
Eine Dokumentation ist die für einen bestimmten Zweck vollständige Zusammenstellung von Dokumenten.

## DIN 199-1: Begriffe
- Aktuelle Ausgabe: 3.2002

Teil 1 dieser Norm bringt in alphabetischer Reihenfolge die wichtigsten Zeichnungsbegriffe und Zeichnungsarten:
| Typ                    | Zweck oder Inhalt | Bemerkungen, Beispiele usw.                                                                         |
| ---------------------- | --- | --------------------------------------------------------------------------------------------------- |
| Änderungsindex         | Kennzahl oder Kennbuchstabe zur Versionierung einer technischen Zeichnung                                                                             | |
| Anordnungs-Plan        | Darstellung der räumlichen Lage von Gegenständen zueinander                                                                                           | |
| CAD-Modell             | Strukturierter CAD-Datenbestand, der in physische Teile und in dargestellte Objekte gegliedert ist, z. B. ein Gebäude, ein mechanisches Gerät         | |
| CAD-Plot               | Ausgabe von einer CAD-Zeichnung oder eines Teils auf einem Zeichnungsträger                                                                           | |
| CAD-Zeichnung          | Durch ein Rechnerprogramm erzeugte Zeichnung, die auf einem Plotter, Drucker oder Bildschirm dargestellt wird                                         | |
| Diagramm               | Darstellung von Zahlenwerten oder funktionalen Zusammenhängen in einem Koordinatensystem                                                              | |
| Einzelteil-Zeichnung   | Darstellung eines Einzelteils ohne räumliche Zuordnung zu anderen Teilen.                                                                             | vollständige Bemaßung, Werkstoffangabe, Oberflächenangabe                                           |
| Entwurf-Zeichnung      | Darstellung, über deren endgültige Ausführung noch nicht entschieden wurde                                                                            | |
| Ergänzungszeichnung    | Zeigt Einzelheiten von Gegenständen auf, die in anderen Zeichnungen Bezug genommen wird                                                               | |
| Fertigungszeichnung    | Darstellung eines Teils mit weiteren Angaben zur Fertigung                                                                                            | |
| Foto-Zeichnung         | Foto ist wesentlicher Bestandteil der Zeichnung | |
| Gesamtzeichnung        | Darstellung einer Maschine, eines Gerätes oder einer Anlage in zusammengebautem Zustand                                                               | |
| Gruppenzeichnung       | Maßstabsgetreue Darstellung der räumlichen Lage und die Form der zu einer Gruppe zusammengefassten Teile                                              | |
| Konstruktionszeichnung | Darstellung eines Gegenstandes im vorgesehenen Endzustand                                                                                             | |
| Maßzeichnung           | Auf den jeweiligen Anwendungsfall reduzierte Darstellung wesentlicher Maße und Informationen für ein Teil                                             | siehe auch: Bemaßung                                                                                |
| Original-Zeichnung     | Eine für weitere Arbeitsschritte verbindliche Fassung einer Zeichnung                                                                                 | |
| Patent-Zeichnung       | Darstellung und formaler Aufbau nach den Vorschriften der Verordnung über die Anmeldung von Patenten                                                  | |
| -Plan                  | Stellt z. B. Funktionszusammenhänge durch Symbole dar                                                                                                 | z. B. elektrische Schaltpläne, pneumatische Schaltpläne, hydraulische Schaltpläne, Rohrleitungsplan |
| Skizze                 | Nicht unbedingt maßstäbliche, vorwiegend freihändig erstellte Zeichnung                                                                               | |
| Standard-Zeichnung     | Darstellung, die durch hinzufügen oder verändern bestimmter, vorgesehener Daten dem jeweiligen Anwendungsfall angepasst wird                          | siehe auch: Standard                                                                                |
| Technische Unterlage   | Dient durch ihren Informationsinhalt technischen Zwecken                                                                                              | |
| Technische Zeichnung   | Eine Zeichnung in der für technische Zwecke erforderlichen Art und Vollständigkeit, z. B. durch Einhaltung von Darstellungsregeln und Maßeintragungen | |
| Teil-Zeichnung         | Darstellung eines Teils ohne räumliche Zuordnung zu anderen Teilen                                                                                    | |
| Varianten-Zeichnung    | z. B. eine Zeichnung von Gegenständen, die von einem anderen, ähnlichen Gegenstand in bestimmten Maßen abweicht                                       | |
| Vordruck-Zeichnung     | Eine reproduzierbare Standardzeichnung | |
| Zeichnung              | Eine aus Linien bestehende bildliche Darstellung | |
| Zeichnungssatz         | Die Gesamtheit aller Zeichnungen, die zur vollständigen Darstellung eines Gegenstandes erforderlich sind                                              | |
| Zusammenbau-Zeichnung  | Darstellung, die zur Erläuterung von Zusammenbauvorgängen dient                                                                                       | auch Montagezeichnung genannt                                                                       |

### Einteilung technischer Zeichnungen
Technische Zeichnungen können laut DIN 199-1 wie folgt unterschieden werden:
1. Nach der Art der Darstellung
  1. Skizze: vorwiegend freihändig, meist nicht maßstäblich
  2. Zeichnung: aus Linien bestehende bildliche Darstellung
  3. Plan: Funktionszusammenhänge (z. B. Schaltpläne)
  4. Graphische Darstellung: bildliche Darstellung (z. B. Haus)
2. Nach der Art der Fertigung
  1. Original
  2. Bleistiftzeichnung
  3. Tuschezeichnung
  4. Vervielfältigung
3. Nach dem Inhalt
  1. Gesamtzeichnung
  2. Gruppenzeichnung
  3. Einzelteilzeichnung (vollständige Bemaßung, Werkstoffangabe, Oberflächenangabe)
  4. Rohteilzeichnung
  5. Schweißgruppenzeichnung
4. Nach dem Zweck
  1. Entwurfszeichnung
  2. Sonderfälle (nicht unbedingt nach DIN 199) (z. B. Fertigungszeichnung, Angebots- und Bestellzeichnung, Genehmigungszeichnung, Patentzeichnung)

### Teilearten
Weitere Begriffe, die in Teil 1 definiert werden, sind verschiedene Teilearten wie:
- Fremdteile: Gegenstand fremder Entwicklung und fremder Fertigung (en: part of outside origin)
- Eigenteile: Gegenstand eigener Entwicklung und eigener Fertigung
- Fremdfertigungsteile: Gegenstand eigener Entwicklung, aber fremder Fertigung (en: part of outside manufacture)

## DIN 199-2: Begriffe für Stücklisten und das Stücklistenwesen
Teil 2 regelt Begriffe, die Stücklisten und das Stücklistenwesen betreffen. Die DIN 199-2 (letzte Ausgabe 12.1977) wurde 2002 als eigenständiger Normteil zurückgezogen und durch DIN 199-1, Ausgabe 3.2002, ersetzt.

### Definition Stückliste
„Die Stückliste ist ein für den jeweiligen Zweck vollständiges, formal aufgebautes Verzeichnis für einen Gegenstand, das alle zugehörenden Gegenstände unter Angabe von Bezeichnung (Benennung, Sachnummer), Menge und Einheit enthält. Als Stückliste werden nur solche Verzeichnisse bezeichnet, die sich auf die Menge ≥1 eines Gegenstandes beziehen.“ (Ausgabe 12.1977, Nr. 51)

### Stücklistenarten
- Baukastenstückliste: „Die Baukastenstückliste enthält die Gruppen, Eigen- und Fremdteile nur in der jeweils nächsttieferen Ebene eines Erzeugnisses oder einer Gruppe, welche unmittelbar für ihren Zusammenbau benötigt werden. Ein mehrgliedriges Erzeugnis besteht immer aus mehreren Stücklisten.“[7]

- Strukturstückliste: „Die Struktur-Stückliste ist eine Stücklistenform, die zur Darstellung der Erzeugnisstruktur mit allen Gruppen und Teilen dient, wobei jede Gruppe jeweils bis zu ihrer niedrigsten Stufe aufgegliedert ist.“[8]

- Gleichteileliste: „Eine Gleichteileliste ist eine Liste, die alle die Gegenstände enthält, die mit gleicher Sachnummer und gleicher Menge in mehreren Varianten vorkommen.“[9]

- Mengenübersichtsstückliste: „Mengenübersichtstückliste ist eine Stücklistenform, in der für einen Gegenstand alle Teile nur einmal mit Angabe ihrer Gesamtmenge aufgeführt sind.“[7]

- Variantenstückliste: „Die Variantenstückliste ist eine Zusammenfassung mehrerer Stücklisten auf einem Vordruck, um verschiedene Gegenstände mit einem in der Regel hohen Anteil identischer Bestandteile gemeinsam aufführen zu können.“[10]

### Weitere Begriffe zu Stücklisten
- Sachnummer: „Die Sachnummer ist die identifizierende Nummer eines Gegenstandes (einer Sache).“[8]

- Rohteil: „Ein Rohteil ist ein zur Herstellung eines bestimmten Gegenstandes spanlos gefertigtes Teil, das noch einer Bearbeitung bedarf.“[8]

- Erzeugnis: „Ein Erzeugnis ist ein durch Fertigung entstandener gebrauchsfähiger beziehungsweise verkaufsfähiger Gegenstand.“[9]

- Erzeugnisstruktur: „Die Erzeugnisstruktur ist die Gesamtheit der nach einem bestimmten Gesichtspunkt festgelegten Beziehungen zwischen den Gruppen und Teilen eines Erzeugnisses. Die Stückliste gibt in analytischer Sortierfolge an, welche Gruppen und Einzelteile mit welcher Anzahl in einem Erzeugnis bzw. (Bau-)Gruppe enthalten sind (siehe z. B. VDI 2815, DIN 199-2, DIN 199-4).“[9]

- Varianten: „Varianten sind Gegenstände ähnlicher Form oder Funktion mit einem in der Regel hohen Anteil identischer Gruppen oder Teile.“[9]

- Baugruppe: „Eine Baugruppe ist ein aus zwei oder mehr Teilen oder Gruppen niedrigerer Ordnung bestehender Gegenstand. Sie ist eine Gliederung der Gesamtproduktstruktur in einzelne, funktionsunabhängige Gruppen und verkörpert somit den strukturellen Aufbau eines Produktes.“[11]

- Systembestandteile: „Je nach Komplexität und Wertschöpfungsstufe des Systems kann die Systemumgebung in mehrere Ebenen unterteilt werden („Super-System“ und „Super²-System“[12]). Gleiches gilt auch für die Systembestandteile, die in Anlehnung an die Erzeugnisstruktur (DIN 199-2/12.77) in Subsysteme und Komponenten sowie ggf. in Querschnittsbestandteile unterteilt werden können.“[13]

## DIN 199-3: Stücklisten-Verarbeitung, Begriffe in Schlüsselsystemen
- Aktuelle Ausgabe: 8.1978

Teil 3 regelt Begriffe der Stücklistenverarbeitung sowie Begriffe in Schlüsselsystemen und bringt die wichtigsten Begriffe in alphabetischer Reihenfolge:
| Typ                      | Zweck bzw. Inhalt | Bemerkungen, Beispiele etc. |
| ------------------------ | --- | --------------------------- |
| Baukasten-Stückliste     | Stückliste, in der alle Teile und Gruppen der nächsttieferen Stufe aufgeführt sind. |                             |
| Bereitstellungsliste     | Liste der Gegenstände, die zur Verfügung stehen müssen, mit der Angabe der Mengen sowie der liefernden und empfangenden Stellen |                             |
| Betriebsstoff            | Stoff, der in dem Gegenstand nicht enthalten ist, aber zur Herstellung notwendig ist, z. B. Reinigungsmittel, Bohrwasser usw. |                             |
| Einzelteil               | Teil, welches nicht zerlegt werden kann, ohne zerstört zu werden. |                             |
| Ersatzteil-Liste         | Enthält Informationen über Ersatzteile für einen Gegenstand |                             |
| Fertigteil               | Teil (Gegenstand) in funktions- und einbaufertigem Zustand. |                             |
| Grund-Stückliste         | Wird für die Grundausführung eines Gegenstandes erstellt. |                             |
| Gruppe                   | Kann aus zwei oder mehr Einzelteilen bestehen oder in sich geschlossen (montiert) sein. |                             |
| Halbzeug                 | Erzeugnis, das durch Stranggießen mit anschließender Bearbeitung, wie z. B. Walzen oder Schmieden, zu Blöcken gearbeitet wird und für die Umformung zu Flach- oder Langerzeugnissen oder für die Herstellung warmgeformter Schmiedestücke bestimmt ist. |                             |
| Konstruktions-Stückliste | Wird für den Konstruktionsbereich im Zusammenhang mit den zugehörigen Zeichnungen erstellt. |                             |
| Struktur-Stückliste      | Zeigt den Zusammenbaufluss von der niedrigsten Stufe mit allen Gruppen und Teilen. |                             |
| Stückliste               | Ein Verzeichnis, das für den jeweiligen Zweck für einen Gegenstand aufgebaut wird. |                             |
| Varianten-Stückliste     | Auf einem Vordruck zusammengefasste Stücklisten, die verschiedene Gegenstände mit einem hohen Anteil identischer Bestandteile aufführen. |                             |

## DIN 199-4: Änderungen
- Aktuelle Ausgabe: 10.1981

Nach DIN 199-4 umfasst das Änderungswesen „die innerbetriebliche Organisation und die dazugehörigen Organisationsmittel zur Änderung von Gegenständen, z. B. von Unterlagen oder Teilen“. Es schließt weiterhin in der Regel die Folgeänderungen von spezifischen Fertigungs-, Mess- und Prüfmitteln ein.

## DIN 199-5: Stücklistenverarbeitung, Stücklistenauflösung
- Aktuelle Ausgabe: 10.1981

### Verwendungsnachweis
Nach DIN 199-5 ist „der Verwendungsnachweis für eine Sachnummer ein Verzeichnis, in dem alle nach bestimmten Gesichtspunkten zusammengefassten Gegenstände aufgeführt sind, in denen diese Sachnummer enthalten ist oder enthalten sein kann.“
„Verwendungsnachweise werden benötigt, um zu erkennen, in welche Gruppen und Erzeugnisse Einzelteile eingehen. Gegenstände, die in verschiedenen Gruppen eines (End-) Erzeugnisses und/oder verschiedenen (End-) Erzeugnissen verwendet werden, sind Wiederholteile. (vgl. DIN 199-2 / DIN 6789)“

### Wortkombinationen mitPlanbei Zeichnungen
Bei Zeichnungen deuten Wortkombinationen mit Plan darauf hin, dass entweder immaterielle Gegenstände (z. B. Funktionszusammenhänge oder Ereignisfolgen) symbolisch oder die in eine Ebene projizierte örtliche Anordnung von materiellen Gegenständen dargestellt werden. Beispiele sind Netzplan, Stromlaufplan oder Rohrleitungsplan.

### Gesamt-Zeichnungen
„Alle Zeichnungen, die eine Anlage, ein Bauwerk, eine Maschine, ein Gerät, eine Gruppe in zusammengebautem Zustand oder auch als Explosionsdarstellung zeigen, sind Gesamt-Zeichnungen.“